# Chandevillar
Chandevillar es una localidad española perteneciente al municipio de Balboa, en la provincia de León, comunidad autónoma de Castilla y León.

## Geografía

### Ubicación
| Noroeste: Ruideferros | Norte: Villariños | Noreste: Villariños |
| Oeste: Parajís        |                   | Este: Villariños    |
| Suroeste Villarmarín  | Sur: Balboa       | Sureste: Pumarín    |

## Demografía
Evolución de la población
| Gráfica de evolución demográfica de Chandevillar entre 2000 y 2016 |
|                                                                    |
| Población de derecho (2000-2016) según el padrón municipal del INE |